# جورج هنري بولتر
جورج هنري بولتر هو سياسي كندي، ولد في 17 يوليو 1825 في كندا، وتوفي في 18 يناير 1894 في نفس البلد. حزبياً، نشط في حزب أونتاريو المحافظ التقدمي. وقد انتخب عضو برلمان مقاطعة أونتاريو.